# رضاخانلوی سفلی
رضاخانلوی سفلی یکی از روستاهای استان آذربایجان شرقی است که در دهستان اوچ‌تپه غربی بخش ترکمان‌چای شهرستان میانه واقع شده‌است.